# Tempête orageuse du 31 août 2015
La tempête orageuse du 31 août 2015 est un complexe convectif de méso-échelle violent qui a traversé le sud d'ouest de la France durant l'après midi et la soirée du 31 août 2015. Les principales régions touchées furent l'Occitanie ainsi que la Nouvelle-Aquitaine.

## Évolution météorologique
Après plusieurs jours de très fortes chaleurs sur l'ensemble du pays, une zone orageuse s'est développée lundi 31 août du nord de l'Espagne au sud-ouest de la France. Ce système orageux a évolué du sud de l'Aquitaine vers la région Midi-Pyrénées et a atteint en soirée le Midi toulousain, l'Ariège et le Lot. Durant la nuit de lundi à mardi, les orages ont gagné la façade est du pays et progressivement perdu de leur intensité dans le Sud-Ouest.
La masse orageuse bien organisée de ce complexe convectif de méso-échelle a atteint les critères de Maddox avec des sommets convectifs inférieurs à −32 °C sur environ 180 000 km2, des sommets inférieurs à −52 °C sur plus de 80 000 km2 et un rapport entre les diamètres nord-sud et est-ouest de 0,8,.

### Observation
Vers 16 heures, les premiers orages ont abordé le Pays basque avant de gagner en intensité vers Pau où l'on a relevé des rafales jusqu'à 111 km/h. Averses et orages ont ensuite continué à se développer tout en se décalant et en prenant une direction nord-est et est. La ville de Tarbes a été à son tour touchée vers 18h30, on y a observé une rafale de 106 km/h. A cette heure là, c'est une ligne de grain en arcs multiples (LEWP) qui se met alors en place en prenant toujours une direction est-nord-est.
Vers 20 heures, les orages ont touché la ville de Montauban où l'on a relevé une rafale de 138 km/h. De fortes pluies ont par ailleurs été observées dans le département de Tarn-et-Garonne, avec parfois plus de 50 mm. À 20h30, les secteurs de Toulouse et Cahors ont été à leur tour concernés par les intempéries. Une rafale de 153 km/h a été observée à Le Montat dans le Lot. Vers 21h00, le système convectif poursuit sa route vers Castres, Albi, Rodez. Le vent souffle alors jusqu'à 114 km/h à Millau. Pluies et orages ont ensuite gagné le golfe du Lion avant minuit tout en perdant de leur activité.
En parallèle de cette violente dégradation orageuse, d'autres orages intenses ont éclaté en France. Ce fut notamment le cas sur l'est du Poitou-Charentes ou encore sur les régions centrales. Les lames d'eau ont d'ailleurs été exceptionnelles par endroits, avec pas moins de 97 mm à Chablis dans l'Yonne, ou encore 88 mm à Saint-Maixent-l'École dans les Deux-Sèvres.

### Phénomènes météorologiques
Pour la journée du 31 août, entre 00 et 24 h locale, plus de 101 000 éclairs ont été détectés sur la France mais près d'un quart sont relevés sur la seule région Midi-Pyrénées qui a connu sa journée la plus orageuse de la saison 2015. Côté Aquitaine, près de 10.000 éclairs ont été enregistrés mais seule la moitié sud-est de la région a été réellement touchée. 
Si l'on trace l'activité électrique à l'échelle communale, l'axe orageux le plus intense ressort nettement entre la Gascogne, le Tarn-et-Garonne et le Rouergue. Sur le seul département de Tarn-et-Garonne, plus de 2200 éclairs ont été relevés
Des fortes chutes de grêle de diamètre jusqu'à 4 cm, des rafales de vent entre 120 et 150 km/h et des pluies intenses entre 50 et 90 mm ont également été observées.

## Bilan

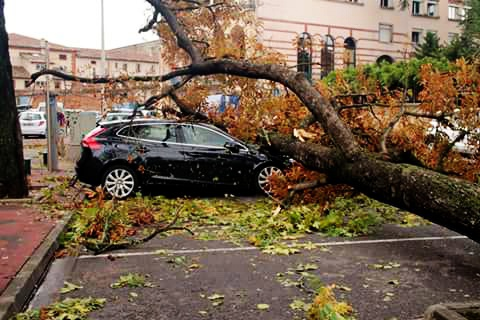
Voiture écrasée par un arbre à Montauban.

### Victimes
Cet événement orageux qui s'est abattu dans le sud-ouest de la France a fait 3 morts dont une jeune femme de 29 ans, dans le secteur de Montbeton à la suite de la chute d'un arbre sur son véhicule, une autre en Charente, où un chauffeur s'est fait foudroyer sur un parking de la commune de Nonaville ainsi qu'un sexagénaire lors de la chute d'une branche quelques jours plus tard. On compte également une dizaine de blessés dont 2 graves dans le Tarn-et-Garonne.

### Technique
Durant cet orage, 100 000 foyers ont été privés d'électricité dans les départements du Tarn-et-Garonne ainsi que le Lot..

### Transport
Concernant l'autoroute A20, dans le sens Toulouse - Paris, un poids lourd s'est renversé en raison des fortes rafales de vent. Dans la gare de Montauban-Ville-Bourbon un TGV (Paris - Toulouse) était bloqué, avec à son bord 400 passagers, ainsi que deux trains également sur les lignes de Montbartier et de  La Ville-Dieu. Le trafic aérien a été très perturbé, de nombreux vols en direction de l'aéroport de Toulouse-Blagnac ont été détournés vers Montpellier.
Les transports en commun de la ville de Montauban ainsi que les transports scolaires du département ont été supprimés au lendemain de la tempête.

### Dégâts
Dans la région de Montauban ce sont 10 000 arbres qui ont été déracinés, provoquant une fuite de gaz dans un chantier et un incendie après l'explosion du plusieurs bonbonnes de gaz dans une zone industrielle.
Dans l'ensemble les dégâts sont majeurs : endommagement des vignobles et vergers, arbres déracinés ou brisés net, routes coupées ou inondées, destruction de cultures, toitures arrachées, trois clochers d'églises détruits, endommagement des bâtiments communaux ou publics (mairies, lycées, écoles, collèges, etc.), mobiliers urbains détruits ainsi que de nombreux hangars agricoles ou industriels dévastés.

## Conséquences
La rentrée scolaire à Montauban a été décalée au 3 septembre au lieu du 1er. Au lendemain de l'orage, les 40 écoles de la ville furent fermées en raison de nombreux dégâts. Le jeudi 3 septembre seulement 30 sur 40 écoles sont ouvertes.

## Catastrophe naturelle
Le Journal officiel a publié le jeudi 8 octobre l'arrêté de reconnaissance de catastrophe naturelle pour une trentaine de communes de Tarn-et-Garonne dont Montauban après les violents orages du 31 août 2015.